# Borgoratti
Borgoratti (im Ligurischen: Burguratti) ist ein Stadtteil der norditalienischen Hafenstadt Genua. Er gehört zu dem Munizip IX – Levante und grenzt an die Viertel Nasche, Apparizione, San Martino und Sturla.
Seit 1926 ist Borgoratti im Zuge des faschistischen Projekts der Schaffung eines Groß-Genuas der Regionalhauptstadt angegliedert. Eine starke Verbauung bestimmt das Bild des Wohnviertels, auch wenn an einigen Punkten noch der ursprüngliche ländliche Charakter der ehemaligen Gemeinde festzustellen ist.